# Slag bij Anthony's Hill
De Slag bij Anthony's Hill vond plaats op 25 december 1864 in Giles County, Tennessee tijdens de Amerikaanse Burgeroorlog. Deze slag is ook bekend als de Slag bij King's Hill of de Slag bij Devil's Gap.
Luitenant-generaal John Bell Hood had generaal-majoor Nathan Bedford Forrest het bevel gegeven over de achterhoede van het Army of Tennessee die zich na de zware nederlaag bij Nashville terugtrok. Op 24 december had Forrest Pulaski Tennessee geëvacueerd. Forrest diende nog de Noordelijke cavalerie op afstand te houden zodat het Zuidelijke leger de 60 km naar de Tennessee ongestoord kon afleggen.
De Noordelijke bevelhebber van de cavalerie, generaal-majoor James H. Wilson was ervan overtuigd dat de verslagen vijand zeer gemakkelijk gevangengenomen kon worden. Op 25 december werd de achtervolging verder gezet en tegen drie uur 's middags botste hij op de voorposten van Forrest. Wilson stuurde drie regimenten te voet door een beboste ravijn die naar de top van Anthony's Hill liepen. Forrest had twee brigades en enkele kanonnen verdekt opgesteld bij een opgeworpen barricade. Toen de Noordelijken de volle laag kregen, trokken ze zich snel terug. De Zuidelijken zetten daarop de achtervolging in. Ze botsten op een ander brigade van Wilson die het eveneens op een lopen zette. Onderweg veroverden ze een Noordelijk kanon. Een halve kilometer verder botsten ze op een volledige Noordelijke divisie. De Zuidelijken trokken zich vervolgens terug naar hun oorspronkelijke stellingen. Na het invallen van de duisternis trokken ze zich terug in zuidelijke richting naar Sugar Creek. Met dit achterhoedegevecht won Forrest kostbare tijd voor het Zuidelijke leger. 